# Eden (Washington)
Eden az Amerikai Egyesült Államok északnyugati részén, Washington állam Wahkiakum megyéjében elhelyezkedő önkormányzat nélküli település.
Eden postahivatala 1899 és 1935 között működött. A település nevét az Édenkertről kapta.

## Fordítás
Ez a szócikk részben vagy egészben  az   Eden, Washington című angol Wikipédia-szócikk ezen változatának fordításán alapul.  Az eredeti cikk szerkesztőit annak laptörténete sorolja fel. Ez a jelzés csupán a megfogalmazás eredetét és a szerzői jogokat jelzi, nem szolgál a cikkben szereplő információk forrásmegjelöléseként.